# 제갈규
제갈규(諸葛珪, ? ~ 187년)는 남양 제갈씨(南陽 諸葛氏) 일족의 시조로, 자는 군공(君貢)이고, 한나라 사예교위 제갈풍(諸葛豊)의 후예이다. 그는 중시조이고, 최초 시조는 처음 제갈씨를 창립한 그의 8대조부 제갈영이라 할 수 있다.
그는 슬하에 3남 2녀가 있는데, 딸을 제외하고 그들은 모두 삼국지에 나온다. 장남은 동오의 권신 제갈근(諸葛瑾), 차남은 촉한의 승상이자 충무후(忠武候) 제갈량(諸葛亮), 삼남은 촉한 장수교위(長水校尉) 제갈균(諸葛均)이다.
첫째 딸(제갈량의 큰누나)은 형주 괴씨 가문(괴량, 괴월 등이 있는)의 괴기에게 시집갔고 둘째 딸(제갈량의 작은누나)은 제갈량의 은사(恩師)인 방덕공의 아들 방산민(龐山民)에게 시집을 가 방덕공의 며느리가 되었으므로 제갈량은 방덕공과는 사돈관계, 방덕공의 조카 방통과는 친척관계가 되었다.

## 관련 인물
제갈각　제갈경　제갈교　제갈균　제갈근　제갈량

제갈반　제갈정　제갈첨　제갈탄　제갈풍　제갈회